# Arrondissements de la Haute-Corse

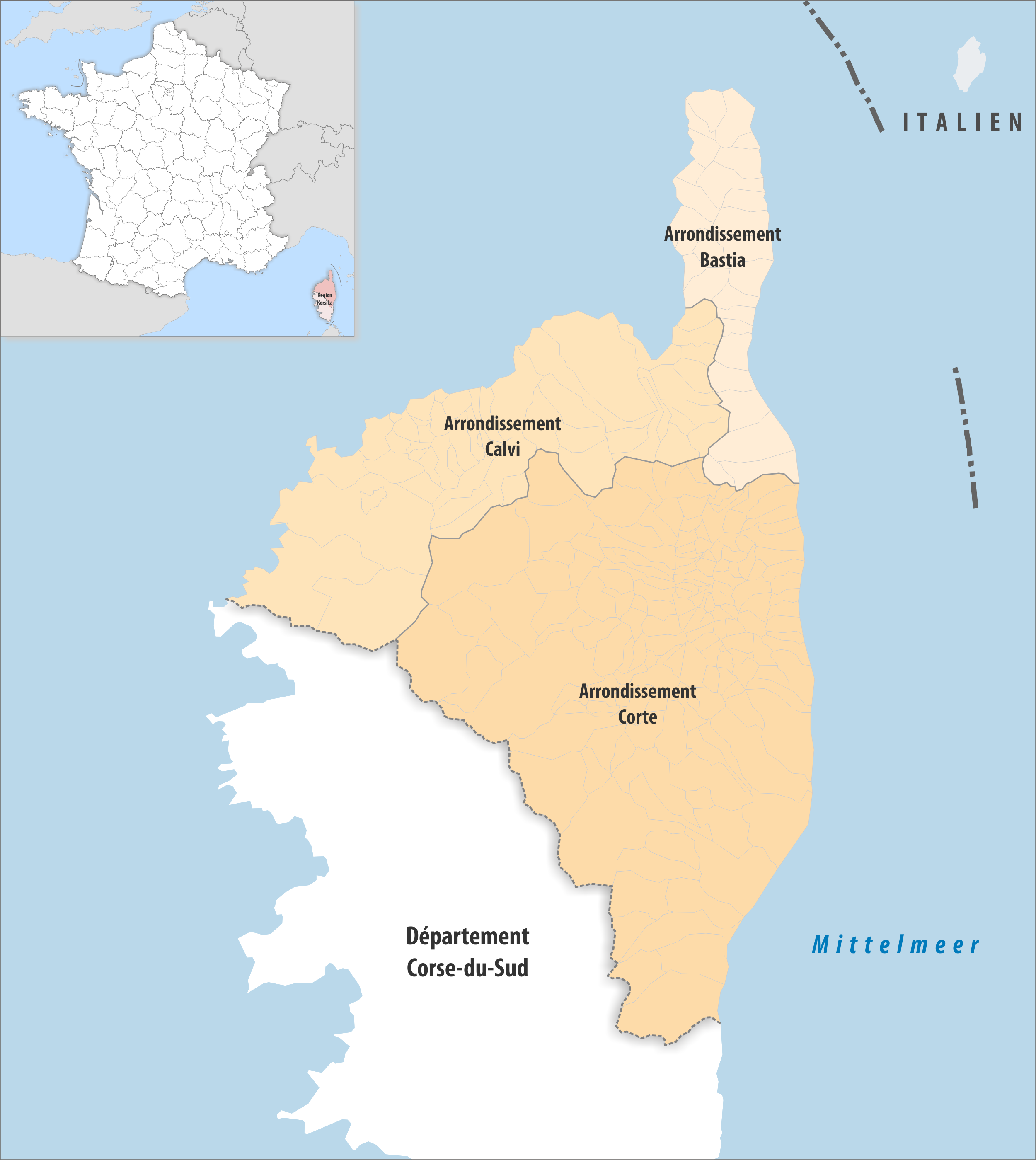
Les arrondissements de la Haute-Corse en 2019.

Le département de la Haute-Corse comprend trois arrondissements.

## Composition
| Nom                      | Code Insee | Superficie (km2) | Population (dernière pop. légale) | Densité (hab./km2) | Modifier             |
| ------------------------ | ---------- | ---------------- | --------------------------------- | ------------------ | -------------------- |
| Arrondissement de Bastia | 2B2        | 473,80           | 92 842 (2022)                     | 196                | modifier les données |
| Arrondissement de Calvi  | 2B5        | 1 338,40         | 31 403 (2022)                     | 23                 | modifier les données |
| Arrondissement de Corte  | 2B3        | 2 853,40         | 60 986 (2022)                     | 21                 | modifier les données |
| Haute-Corse              | 2B         | 4 665,60         | 185 231 (2022)                    | 40                 | modifier les données |

## Histoire
- 1790 : création du département de Corse
- 1793 : séparation de la Corse en deux départements, dont le Golo, qui correspond à la Haute-Corse actuelle avec six districts : Bastia, Calvi, Corte, Oletta, la Porta et Cervione
- 1800 : création des arrondissements : Bastia, Calvi, Corte
- 1811 : suppression du département du Golo, restauration du département de Corse
- 1926 : suppression de l'arrondissement de Calvi
- 1943 : restauration de l'arrondissement de Calvi
- 1976 : création de la Haute-Corse : Bastia, Calvi, Corte